# Bad Dürkheim
Bad Dürkheim (pronunciación en alemán: /baːt ˈdʏʁkhaɪ̯m/ⓘ) es la principal ciudad del distrito de Bad Dürkheim, en Renania-Palatinado, Alemania.

## Geografía

### Localización
Bad Durkheim se encuentra en el Bosque del Palatinado, en la ruta del vino alemán a unos 30 km al este de Kaiserslautern y 20 km al oeste de Ludwigshafen y Mannheim.
En la ciudad de Bad Durkheim, que es atravesada por el Isenach, se cruzan las Bundesstraße 37 y 271.
Algunos barrios de la ciudad son: Grethen, Hardenburg, Hausen, Leistadt, Seebach y Pfeffingen mit Ungstein.

### Clima
La precipitación anual en Bad Dürkheim es de 574 mm, lo que es bastante bajo. Sólo el 16% de las estaciones del Servicio Meteorológico Alemán tienen cifras menores. El mes más seco es febrero, mientras que el período más lluvioso es mayo.

## Historia
Entre 1200 y 500 aC, la región que rodea el extremo oriental del valle de Isenach fue ocupada por los celtas.
El 1 de junio de 778, tenemos la primera mención documental de la ciudad en el Códice de Lorsch. También aparece en una carta de lealtad al obispo de Spire en 946. En 1025 comenzó la construcción de la Abadía de Limburgo, que en la actualidad se conserva en ruinas.
Los derechos de la ciudad le fueron concedidos el 1 de enero de 1360, pero se le retiraron de nuevo en 1471 después de que Federico I del Palatinado hubiese conquistado la ciudad y causado una destrucción generalizada. Después de su reconstrucción lenta, Durkheim pasó a los Condes de Leiningen en 1554.
En 1689, la ciudad fue destruida casi por completo cuando las tropas francesas, durante la Guerra de la Liga de Augsburgo, llevaron a cabo una campaña de tierra arrasada en el Palatinado. Esta vez, sin embargo, la reconstrucción fue más rápida, dando como resultado que el conde Johann Friedrich de Leiningen concediese a Dürkheim de nuevo susnderechos en 1700.
En el siglo XVIII, como la Revolución Francesa comenzaba a extenderse por el sur de Alemania, Durkheim se hizo miembro del departamento de Mont-Tonnerre. Después de las guerras napoleónicas, se integró en el reino de Baviera, junto al resto del territorio electoral del Palatinado en la orilla izquierda del Rin.
Gracias a sus siete manantiales de agua mineral, Durkheim agregó el epíteto Solbad (baños de salmuera) a su nombre, y en 1904 recibió permiso para cambiar su nombre a Bad Dürkheim (Bad es la palabra alemana para "baño", y una localidad no puede llevar este epíteto sin el reconocimiento de su condición de ciudad balneario).
En 1913, se abrió el Rhein-Haardtbahn (una línea de tranvías de vía estrecha), que conecta Bad Dürkheim con Ludwigshafen y Mannheim.
En 1935, se fusionaron Grethen, Hausen y Seebach.
El 18 de marzo de 1945, Bad Dürkheim fue alcanzado por un ataque aéreo de los aliados en el cual perdieron la vida más de 300 personas.
En la reforma de la administración de Renania-Palatinado, Leistadt y Hardenburg se fusionaron con Bad Dürkheim, el 7 de junio de 1969. La ciudad se convirtió en la sede del distrito de Bad Dürkheim, de reciente formación.

## Lugares y Patrimonio

### Sitios antiguos
El Heidenmauer es el único vestigio que queda de una fortificación celta con un muro de 2,5 km de largo, que fue construida alrededor de -500.
La cantera romana, Kriemhildenstuhl, estuvo en uso durante el siglo IV.

### Abadía de Limburgo y Hardenburg
En el borde del Bosque del Palatinado se encuentran las ruinas de la abadía de Limburgo, muy floreciente en su época. En el siglo IX, los duques de Worms construyeron una fortaleza en Linthberg, su sede familiar. A principios del siglo XI, la fortaleza se transformó en un monasterio con una basílica, que existió hasta mediados del siglo XVI.
La abadía se encuentra sobre las ruinas del castillo de Hardenburg. Desde el siglo XIII, el castillo fue la sede de los Condes de Leiningen, y fue reconstruido en el siglo XVI, antes de ser definitivamente destruido en el siglo XVIII.

## Pabellones de caza
En los bosques de la ciudad, la nobleza construyó los pabellones de caza (Jagdschloss) Kehrdichannichts, Murrmirnichtviel y Schaudichnichtum. Mientras que el primero todavía se usa hoy en día como alojamiento de un guardabosques, sólo quedan las ruinas de otras dos.

## Iglesias
La iglesia de San Luis (Ludwigskirche) fue construida entre 1828 y 1829 en estilo neoclásico. Los planos se inspiraron en un maestro de Baden, Friedrich Weinbrenner. Las obras de construcción fueron financiadas por el rey Luis I de Baviera ya que, en ese momento, el enclave de Bad Dürkheim formaba parte del Palatinado de Baviera.
La iglesia protestante del Castillo (Schlosskirche) - anteriormente llamada Iglesia de San Juan (San Johannis Kirche) - fue construida a finales del siglo XIII. Su torre, con una altura de 70 m, es la tercera torre más alta en el Palatinado.
La Iglesia del Castillo (Burgkirche) fue construida en el siglo XVIII, destruida en 1945 y reconstruida posteriormente. En la actualidad, sirve como el centro de la comunidad protestante. En su torre se cuelga una campana de 317 kg fundida en 1758. Fue renovada en 2006 y se hace sonar a mano con una cuerda. Suena cada año el 18 de marzo a las 14 horas, en memoria del ataque aéreo de 1945 sobre Bad Dürkheim, y a las 17 horas del primer sábado de Adviento, junto a las otras campanas de la ciudad, para inaugurar el nuevo año litúrgico.

## Economía
La actividad principal de Bad Dürkheim es la viticultura. Con 855 hectáreas de viñedo cultivadas, la ciudad ocupa el tercer lugar en el Palatinado, y en cuarta posición con respecto a la región de Renania-Palatinado.
El turismo y la salud también juegan un papel importante en la economía local. Algunas clínicas ubicadas en la ciudad están equipadas con balnearios.
También están representadas las industrias del papel y la madera, así como diversas empresas de tecnología.

## Personalidades vinculadas a Bad Dürkheim
- Philipp Johann Heinrich Fauth, selenógrafo, nacido en 1867.
- Robert Wilhelm Bunsen, químico; descubre el rubidio y el cesio por espectroscopia, analizando las aguas termales de Bad Dürkheim.
- Peter Frankenberg, geógrafo y político alemán (CDU).
- Tobias Sippel, futbolista, nacido en 1988.

## De interés turístico
- Deutsche Weinstraße, la ruta del vino alemán.

## Ciudades hermanadas
- Paray-le-Monial
- Wells (Inglaterra)
- Kluczbork
- Michelstadt
- Bad Berka
- Kempten im Allgäu
- Emmaus (Pensilvania)